# بي. جاي سنو
بي. جاي سنو (بالإنجليزية: B.J. Snow)‏ هو مدرب كرة قدم ولاعب كرة قدم أمريكي []، ولد في 30 يناير 1977 في الولايات المتحدة.